# José Bonifácio Mourão
José Bonifácio Mourão (Sabinópolis, 14 de maio de 1940) é um político e advogado brasileiro, filiado ao Partido da Social Democracia Brasileira (PSDB). Foi prefeito de Governador Valadares por duas vezes e relator da Constituição Mineira de 1989. Atualmente é deputado estadual de Minas Gerais, reeleito com 85.401 votos no seu 6º mandato. Apesar de ter obtido 43.150 votos nas eleições gerais de 2018, não foi reeleito para a legislatura 2019-2022.
Advogado. Formado em Direito pela Universidade Federal de Minas Gerais (UFMG) em 1967, advogou até 1982, quando iniciou sua carreira política como vice-prefeito de Governador Valadares. Foi relator da Constituição Mineira de 1989 e prefeito de Governador Valadares por duas vezes (1997-2000 e 2005-2008). No período de 2009 a 2010, foi subsecretário de Estado de Obras Públicas na gestão de Aécio Neves (PSDB) e Antonio Anastasia (PSDB). Foi indicado pelo então governador de Minas Gerais, Antonio Anastasia, como seu líder de Governo na Assembleia Legislativa de Minas Gerais ALMG (2012-2014). A principal região de atuação política é o Vale do Rio Doce.

## Biografia
Biografia no site da ALMG 
Nascido no dia 14 de maio de 1940, no município mineiro de Sabinópolis (MG), José Bonifácio Mourão é o quarto dos cinco filhos do casamento de Osvaldo Magela Mourão e Leodita Barroso Mourão. Se graduou como advogado em 1967 na Universidade Federal de Minas Gerais (UFMG). 

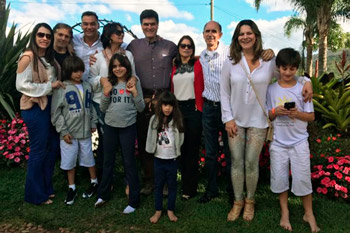
Bonifácio Mourão com a sua esposa Sandra, filhos e netos.

Escolheu Governador Valadares para fincar raízes, e criou lá, um pequeno escritório chamado “Banca de Advocacia”. Para custear o aluguel, trabalhou em algumas escolas como professor lecionando História Geral para alunos do 1º e 2° grau. 
Passou a ser chamado para assessorias jurídicas em empresas variadas e foi advogado do 6º batalhão da Polícia Militar sediado em Governador Valadares. Posteriormente, assumiu a cadeira de Direito Penal na Faculdade de Direito do Vale do Rio Doce (FADIVALE). A conquista do território se deu ao esforço para que conquistasse o reconhecimento dos valadarenses.
Conheceu Sandra, com quem se casou em 1970 e teve três filhos: Sérgio, Aline e Cristiane. Advogou até 1982 e em 1983 foi vice-prefeito de Governador Valadares, onde começou a sua reconhecida e honrosa vida pública. Foi diretamente influenciado pela obra de Thomas Morus, Utopia.
Atuando por dois anos como vice-prefeito, foi chamado para disputar as eleições proporcionais para o cargo de deputado estadual de Minas Gerais. Foi eleito pela primeira vez como deputado estadual em 1987 com 38.852 votos, e reeleito em 1991 e 1995. Em 1996 renunciou o mandato para assumir a prefeitura de Governador Valadares em (1997-2000). Em 2003 foi novamente candidato e eleito ao cargo de deputado estadual. Renunciou o mandato em 2004 para assumir pela segunda vez a prefeitura de Valadares em (2005-2008). Se candidatou e foi reeleito novamente como deputado estadual nas eleições de 2011 e 2015. No mandato vigente (2015-2018), o deputado Bonifácio Mourão foi reeleito com 85.401 votos. Ao todo, a sua trajetória política conta com um cargo como vice-prefeito, dois como prefeito de Governador Valadares e seis como deputado Estadual.

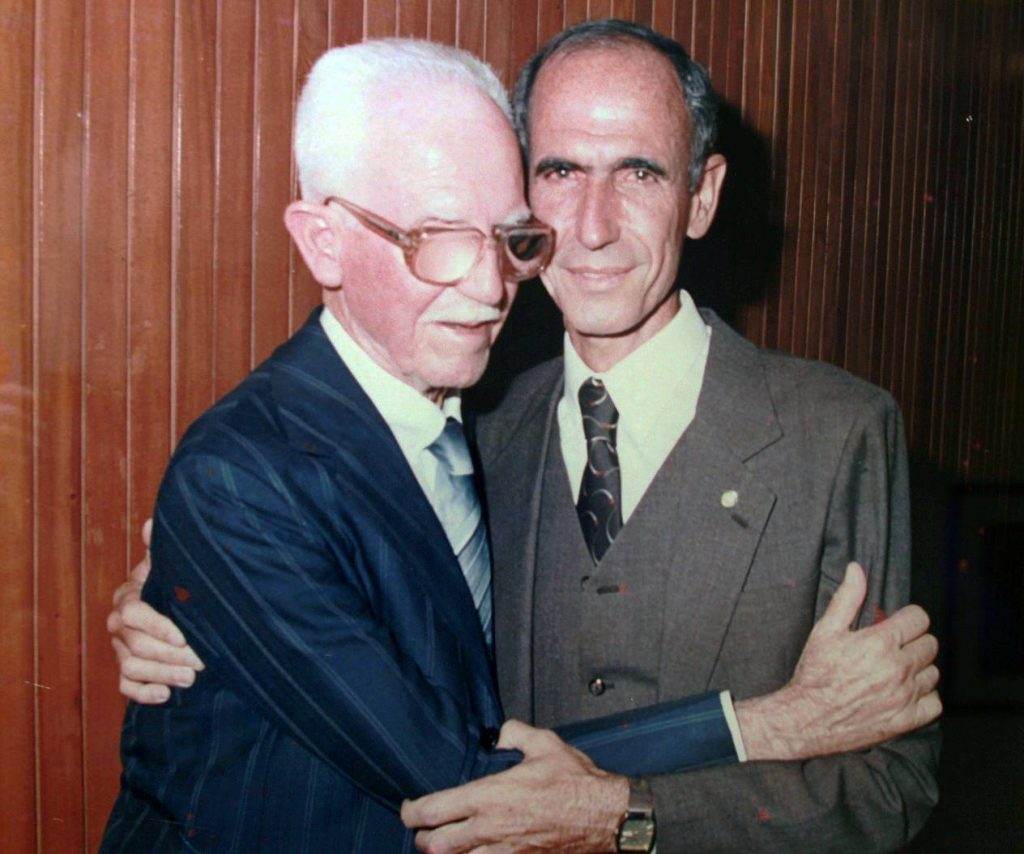
Bonifácio Mourão com o seu pai, na posse do primeiro mandato de deputado estadual em 1987.

## Legislaturas[2]
| 11ª - 1987-1991- Efetivo de 01/02/1987 até 31/01/1991 (Em exercício em 01/02/1987) 12ª - 1991-1995- Efetivo de 01/02/1991 até 31/01/1995 (Em exercício em 01/02/1991) 13ª - 1995-1999- Efetivo de 01/02/1995 até 31/12/1996 (Em exercício em 01/02/1995) de 31/12/1996 até 31/01/1999 (Renúncia em 31/12/1996 - Eleito para cargo do Executivo - Prefeito Municipal de Governador Valadares) 15ª - 2003-2007- Efetivo de 01/02/2003 até 31/12/2004 (Em exercício em 01/02/2003) de 31/12/2004 até 31/01/2007 (Renúncia em 31/12/2004 - Eleito para cargo do Executivo - Prefeito Municipal de Governador Valadares) 17ª - 2011-2015- Efetivo de 01/02/2011 até 31/01/2015 (Em exercício em 01/02/2011) 18ª - 2015-2019- Efetivo de 01/02/2015 até 31/01/2019 (Em exercício em 01/02/2015) |
| --- |

## Condecorações
Medalha da Ordem do Mérito Legislativo, Medalha Tiradentes, Medalha da Inconfidência, Medalha Santos Dumont e Diploma do Mérito Constitucional.

## Constituição Mineira de 1989
Após a promulgação da Constituição Federal, em 1988, as Assembleias Legislativas estaduais se tornaram também constituintes. Como subsecretário de Obras Públicas de Minas Gerais, José Bonifácio Mourão exerceu a função de relator da Assembleia Constituinte. 

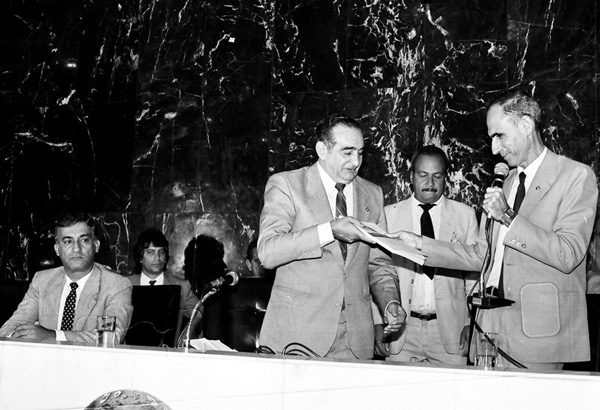
Entrega solene do anteprojeto da Constituição (09/03/1989)

1. ↑  https://especiais.gazetadopovo.com.br/eleicoes/2018/candidatos/mg/deputado-estadual/mourao-45123/
2. ↑  Cidadão, Assembleia de Minas - Poder e Voz do. «Biografia - Deputado Bonifácio Mourão - Assembleia de Minas». Assembleia de Minas. Consultado em 2 de julho de 2018